# Glutársav
A glutársav szerves vegyület, alifás dikarbonsav, képlete C3H6(COOH)2. Míg a hozzá hasonló, a szénlánc hosszában egy szénatommal különböző adipin- és borostyánkősav vízben szobahőmérsékleten csak néhány százalékban oldódik, a glutársav oldhatósága 50% (m/m) feletti.
A szó a latin gluten (enyv) és tartarum (üledék, borkő), közvetve a görög tartaron (τάρταρον) szó összetételéből származik.

## Biokémiája
A testben természetes úton keletkezik egyes aminosavak, például a lizin és a triptofán lebontása során.

## Előállítása
Butirolakton kálium-cianiddal történő gyűrűnyitásával állítható elő, melynek során a vegyes kálium karboxilát-nitrilből hidrolízissel nyerhető a dikarbonsav. Másik lehetőségként dihidropirán hidrolízisét követő oxidációval is előállítható. Előállítható még 1,3-dibrómpropánból kiindulva nátrium- vagy kálium-cianidos kezeléssel, majd az így kapott dinitril hidrolízisével.

## Felhasználása
- polimerek, például poliészterek, poliolok, poliamidok gyártásához
- hidrogénezéssel 1,5-pentándiol állítható elő belőle, melyet lágyítószerként és poliészterek gyártásához használnak fel[7]

## Fordítás
Ez a szócikk részben vagy egészben  a   Glutaric acid című angol Wikipédia-szócikk ezen változatának fordításán alapul.  Az eredeti cikk szerkesztőit annak laptörténete sorolja fel. Ez a jelzés csupán a megfogalmazás eredetét és a szerzői jogokat jelzi, nem szolgál a cikkben szereplő információk forrásmegjelöléseként.